# Oberwald
Oberwald foi uma comuna da Suíça, no Cantão Valais, com cerca de 273 habitantes. Estendia-se por uma área de 96,91 km², de densidade populacional de 3 hab/km². Confinava com as seguintes comunas: Bedretto (TI), Gadmen (BE), Göschenen (UR), Guttannen (BE), Obergesteln, Realp (UR), Ulrichen. 
A língua oficial nesta comuna era o Alemão.

## História
Em 1 de janeiro de 2009, passou a formar parte da nova comuna de Obergoms.
1. ↑  Amtliches Gemeindeverzeichnis der Schweiz publicado pelo Swiss Federal Statistical Office (em alemão) Acesso em 19 de julho de 2011